# Camila Vallejo
Camila Antonia Amaranta Vallejo Dowling (pronunciado /dáuling/; Santiago, 28 de abril de 1988) es una geógrafa y política chilena, miembro del Partido Comunista de Chile (PCCh). Es la ministra secretaria general de Gobierno de su país, desde el 11 de marzo de 2022, bajo el gobierno del presidente Gabriel Boric. Fue diputada de la República, durante los periodos legislativos 2014-2018 y 2018-2022.
Militante de las Juventudes Comunistas de Chile (JJCC), se inició en política como dirigenta estudiantil, se desempeñó como presidenta de la Federación de Estudiantes de la Universidad de Chile (FECh) entre 2010 y 2011, siendo la segunda mujer en ocupar este cargo, después de Marisol Prado (1997-1998). Como dirigenta estudiantil, fue una de las principales líderes de la movilización estudiantil de 2011, donde —en esa instancia— fungió como vicepresidenta de la FECh (2011-2012) bajo la presidencia de Gabriel Boric. En las elecciones parlamentarias de 2013 fue elegida como diputada con la primera mayoría distrital por el entonces distrito n.º 26 (correspondiente a la comuna de La Florida), para el periodo 2014-2018; siendo la más joven de los 120 parlamentarios. En 2018 fue reelecta como diputada en representación del nuevo distrito n.º 12, para el periodo legislativo 2018-2022.

## Biografía

### Familia y estudios
Es hija de Reinaldo Vallejo Navarro y Mariela Dowling Leal, ambos militantes del Partido Comunista de Chile. Por vía paterna, es sobrina-bisnieta segunda de Marmaduke Grove Vallejo, político y militar socialista, comandante en Jefe de la Fuerza Aérea en 1932; mientras que, por vía materna, es bisnieta de Jorge Dowling Desmadryl, quien fue diputado por la Vigesimosegunda Agrupación Departamental de: Valdivia, La Unión, Río Bueno y Osorno, durante el período legislativo 1937-1941; e integró la comisión Permanente de Industrias, de la cual fue su presidente. Su padre Reinaldo es actor y ha trabajado además de manera independiente en la venta e instalación de artefactos de calefacción. Tiene dos hermanos: Javiera y Joaquín.
Vivió su infancia entre las comunas santiaguinas de Macul y La Florida, y actualmente reside en esta última comuna.
Realizó sus estudios secundarios en el Colegio Raimapu de La Florida. En 2006 continuó los superiores, ingresando a estudiar la carrera de geografía en la Facultad de Arquitectura y Urbanismo (FAU) de la Universidad de Chile, de la cual se tituló en julio de 2013 con distinción máxima. En 2021 inició un magíster en gobierno, políticas públicas y territorios en la Universidad Alberto Hurtado, el que tuvo que pausar para asumir como ministra de Estado en marzo de 2022.

### Vida personal
En abril de 2013 anunció que estaba esperando una hija junto a su entonces pareja, el médico cubano Julio Sarmiento Machado, expresidente de la FECh y militante comunista. Vallejo dio a luz a Adela el 6 de octubre de 2013 en el Hospital Clínico de la Universidad de Chile.
En octubre de 2016 hizo pública su separación, y que se encontraba emparejada con el músico de la banda «Moral Distraída», Abel Zicavo.
En febrero de 2023, Vallejo contrajo matrimonio con Abel Zicavo en una íntima ceremonia civil. En agosto de 2024, la pareja anunció que estaban esperando a su primer hijo en común.

## Carrera política

### Inicios
Durante su paso por la universidad entabló lazos con estudiantes de izquierda, comenzó a involucrarse en política, y se incorporó en el año 2007 como militante de las Juventudes Comunistas de Chile (JJCC). El 3 de octubre de 2011, en el XIII Congreso Nacional de la JJ.CC., fue nombrada miembro del Comité Central de la colectividad. Asimismo, el año 2008 fue electa consejera de la Federación de Estudiantes de la Universidad de Chile (FECh) y vicepresidenta del Centro de Estudiantes de Geografía de la misma casa de estudios.
En noviembre de 2010 fue elegida presidenta de la FECh, representando a la lista E del Colectivo Estudiantes de Izquierda, que agrupaba a las Juventudes Comunistas, Nueva Izquierda Universitaria e independientes; esta obtuvo 2918 votos, dejando en segundo lugar por un estrecho margen a la lista compuesta por la Izquierda Autónoma, Izquierda Construye, Colectivo Arrebol e independientes, la que obtuvo 2839 preferencias.

Creemos en una Universidad permanentemente vinculada con los problemas que nuestro pueblo le presenta, activa en la búsqueda de soluciones y en la entrega de aportes por medio del conocimiento.
Camila Vallejo, al asumir la presidencia de la FECh.

### Lideresa del movimiento estudiantil
Durante su período en la presidencia de la FECh adquirió notoriedad pública al transformarse en una de las portavoces y dirigentes del movimiento universitario surgido en mayo de 2011, junto con sus equivalentes de la Federación de Estudiantes de la Universidad Católica de Chile, Giorgio Jackson, y de la Federación de Estudiantes de la Universidad de Santiago de Chile, Camilo Ballesteros.

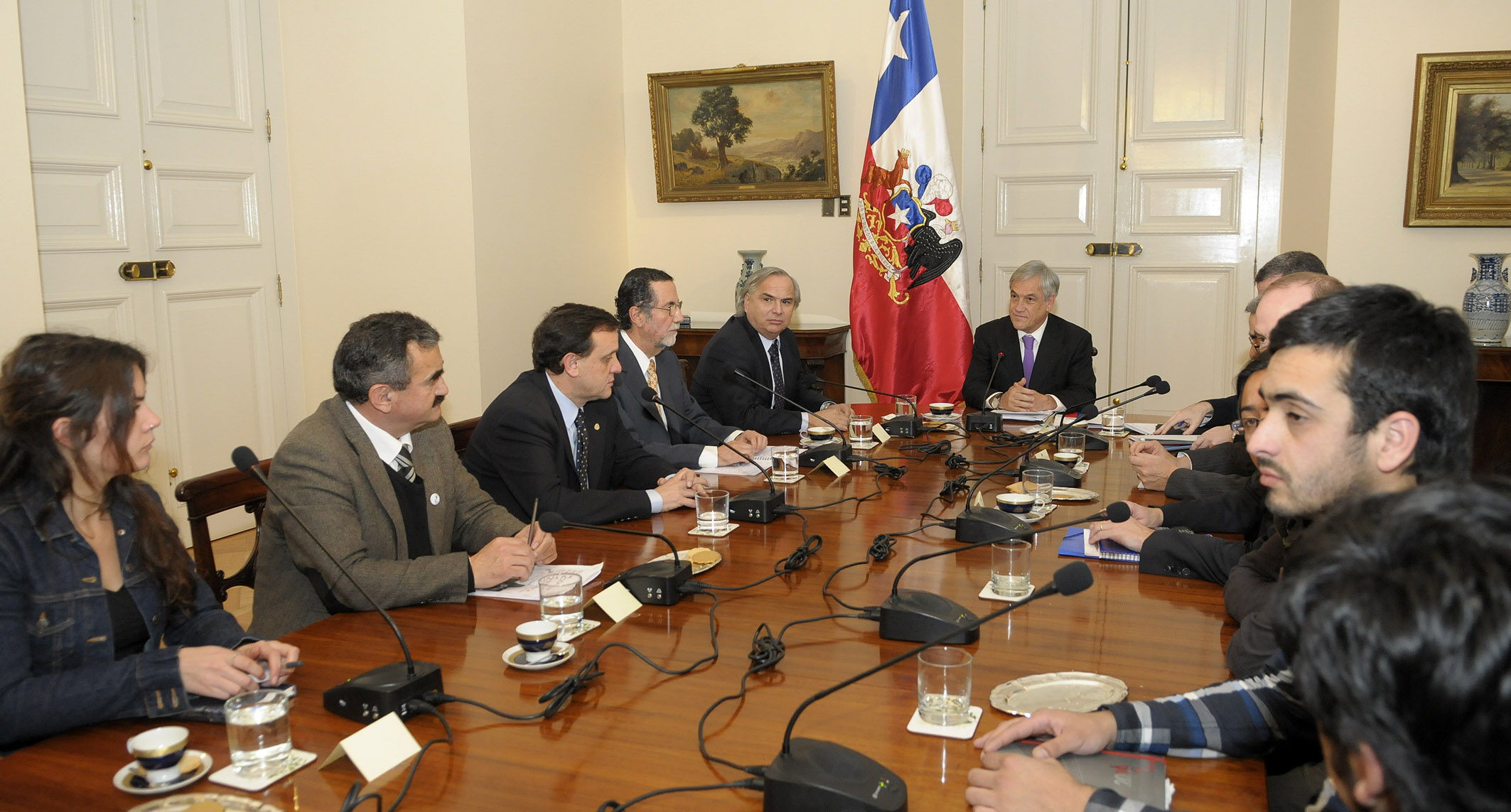
Vallejo (a la izquierda) en la reunión que el presidente Sebastián Piñera sostuvo con representantes de estudiantes, CRUCH y profesores el 3 de septiembre de 2011.

Se convirtió en uno de los símbolos de la protesta, recibiendo muy buena valoración general de la ciudadanía. Una encuesta realizada en agosto de 2011 reflejó importante apoyo a la dirigencia del movimiento, con evaluación positiva de un 77 %, mientras que ella en particular obtuvo 68 %. En una encuesta a jóvenes chilenas realizada el mes siguiente, Camila obtuvo un 43 % de menciones espontáneas respecto a la «chilena más admirada», superando a Michelle Bachelet (32 %) y Violeta Parra (27 %). Su rostro incluso representó la denominada «Rebelión de los jóvenes» (Aufstand der Jungen en alemán) caracterizada por el semanario alemán Die Zeit al analizar el movimiento estudiantil chileno junto a otras manifestaciones, como las protestas de indignados españoles y la Primavera Árabe. Sin embargo, además del apoyo ciudadano, también recibió duras críticas por su militancia comunista y la dirección del movimiento. A su vez, una parte de estas críticas han sido descalificadas por su carácter misógino y machista.

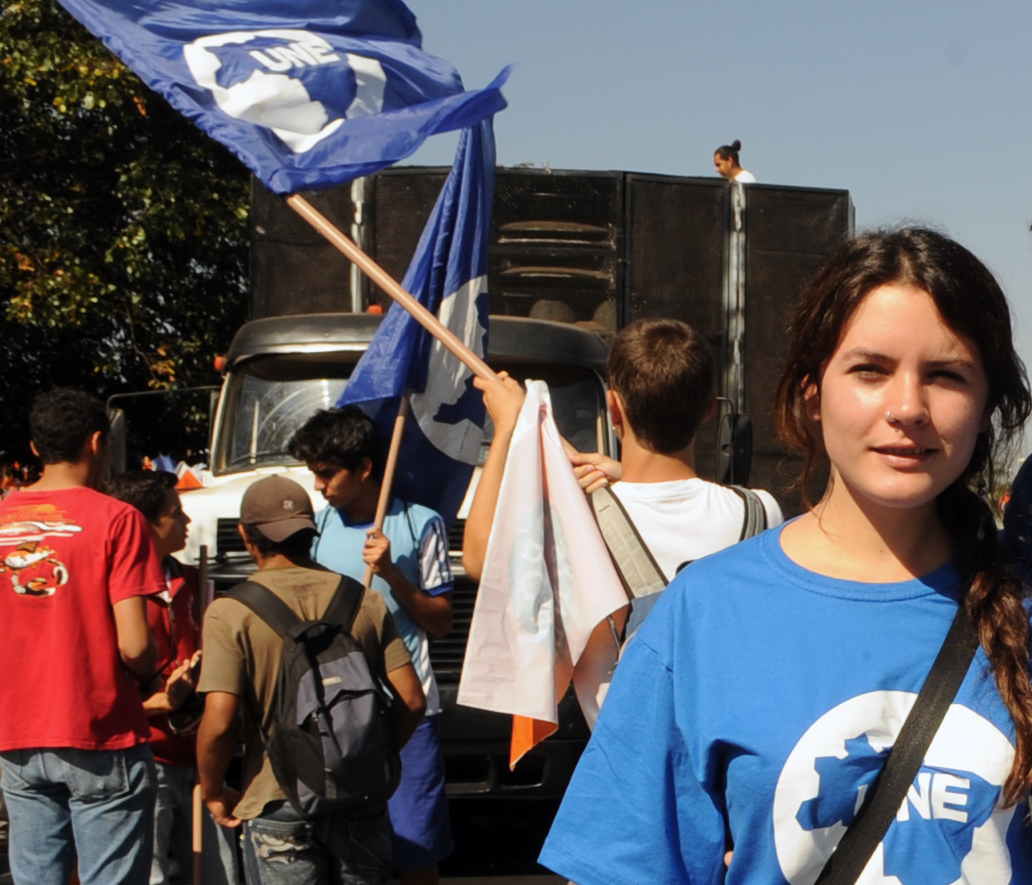
Vallejo en la marcha de la Unión Nacional de los Estudiantes de Brasil.

El 30 de agosto de 2011 viajó a Brasil, invitada por la Unión Nacional de los Estudiantes (UNE) de ese país —símil de la Confech— para participar en una marcha por la educación pública, gratuita y de calidad. Aunque en primera instancia se dio la posibilidad de que Vallejo asistiera a una reunión de la UNE con la presidente de Brasil Dilma Rousseff, finalmente esto no se concretó. En octubre de 2011, junto con Giorgio Jackson y Francisco Figueroa, viajó a Europa, donde se presentaron ante la Organización de las Naciones Unidas para la Educación, la Ciencia y la Cultura (Unesco) y se reunieron con los intelectuales Stéphane Hessel y Edgar Morin para exponer sus ideas, opiniones y principios.
En noviembre de 2011 decidió repostular a la presidencia de la FECh, dejando el cargo en manos de la estudiante de odontología Scarlett Mac-Ginty. Encabezó la lista conformada por las Juventudes Comunistas y otras agrupaciones de izquierda, denominada Izquierda estudiantil, en las elecciones realizadas el 5 y el 6 de diciembre de 2011. Si bien tras el primer día su lista obtuvo una clara ventaja de cerca de 200 votos sobre la lista «Creando izquierda», el resultado final dio la ventaja a esta última. «Creando izquierda» obtuvo 4053 votos, y consagró a Gabriel Boric como nuevo presidente de la FECh, mientras que ella obtuvo la vicepresidencia, al ser la candidata más votada de la segunda lista, con 3864 votos.
En diciembre de 2011 fue elegida por los lectores del diario británico The Guardian como «la persona del año» por un 78 % de las preferencias. El 8 de enero de 2012 lanzó un libro que recopila sus columnas de opinión y más relevantes artículos publicados, además de otros inéditos, titulado Podemos cambiar el mundo. Su periodo como vicepresidenta de la FECh finalizó el 28 de noviembre de 2012.

### Diputada (2014-2022)

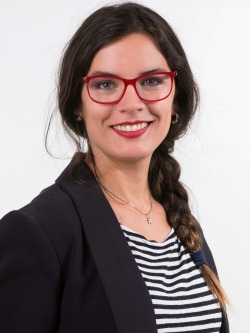
Camila Vallejo como diputada en 2018.

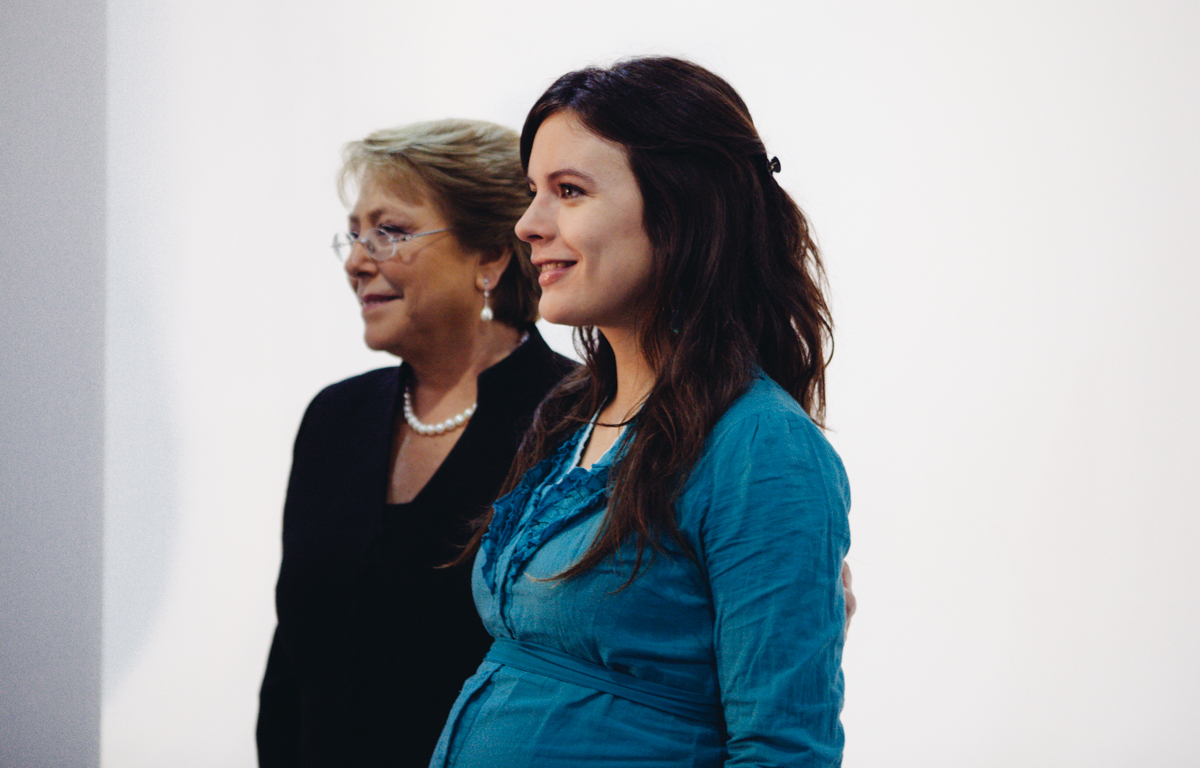
Camila Vallejo y Michelle Bachelet en 2013.

En noviembre de 2012, fue proclamada como candidata a diputada por las Juventudes Comunistas, compitiendo en las elecciones parlamentarias de 2013 en representación el distrito n.º 26 de La Florida, por el periodo legislativo 2014-2018. A pesar de que ella en enero de 2012 había afirmado que «jamás estaría dispuesta a hacer campaña» por Michelle Bachelet, debió cambiar su posición tras el apoyo del Partido Comunista a la precandidata socialista a la presidencia, tras lo cual afirmó que «no fue una decisión fácil». Bachelet y Vallejo coincidieron por primera vez en un acto de campaña el 15 de junio de 2013. El 17 de noviembre de aquel año, resultó electa obteniendo 62 751 votos, equivalentes al 43,71 % de los sufragios válidamente emitidos, siendo la diputada más joven en llegar al Congreso Nacional.
Asumió como diputada el 11 de marzo de 2014. Durante su periodo legislativo integró las comisiones permanentes de Medio Ambiente y Recursos Naturales; Ciencias y Tecnología; y Educación. Siendo electa presidenta de esta última el 17 de marzo de 2015.
El 6 de septiembre de 2017, se desató un escándalo a nivel nacional cuando diversos medios de comunicación acusaron a cerca de cuarenta parlamentarios de todas las bancadas, por haber aceptado informes de asesoría con párrafos copiados textualmente de internet o de libros, sin dar crédito al redactor de la fuente original. Entre ellos figuraba ella, que recibió ocho informes parcialmente plagiados del Instituto de Ciencias Alejandro Lipschutz (ICAL), think tank del Partido Comunista de Chile, pagando un aproximado de entre 6 y 7 millones de pesos. Todos estos informes estuvieron relacionados las reformas a la educación superior realizadas entre marzo y noviembre de 2016, cuyas páginas se presencian copias textuales de diversos textos académicos (los cuales algunos estaban mal citados), una noticia del sitio web de Radio Nuevo Mundo, un reportaje del diario The Clinic sobre la «historia del asbesto en Chile», y también sobre un estudio sobre el sistema educativo peruano, borrando el nombre del país para hacerlo como un informe general. Tras estos sucesos, afirmó sentirse defraudada por la falta de honestidad y rigurosidad en la elaboración de estos informes, por lo que terminó su contrato con el ICAL, y aseguró que el dinero gastado en ello, lo iba a reponer con su dieta parlamentaria; con lo cual se constituye en la única parlamentaria en reconocer el ilícito y redimirse frente al mismo.
En las elecciones parlamentarias de noviembre de 2017 fue electa diputada por el nuevo distrito n.° 12 de la Región Metropolitana de Santiago, dentro del Pacto «La Fuerza de la Mayoría», por el período legislativo 2018-2022, al obtener 47 807 votos, equivalentes al 12,34 % del total de sufragios válidamente emitidos. Integró las comisiones permanentes de Educación; y de Mujeres y Equidad de Género. Asimismo, formó parte de la Comisión Especial Investigadora sobre Actos del Gobierno vinculados a la implementación de la ley N.° 20.027, que crea el Crédito con Aval del Estado (CAE) y, en general, de la legislación relativa al sistema de créditos para el financiamiento de la educación superior. Formó también, parte del Comité parlamentario del PC.
Entre mayo y julio de 2021 ejerció como vocera del comando del precandidato presidencial de su partido, Daniel Jadue de cara a las primarias presidenciales de Apruebo Dignidad, donde resultó en segundo lugar. Paralelamente, el 15 de agosto del mismo año, informó al Pleno del Comité Central del PC que no buscaría la reelección para una tercera etapa como diputada bajo el periodo 2022-2026. Además, se incorporó al comando del candidato presidencial del pacto Apruebo Dignidad Gabriel Boric, quien resultó electo en la segunda vuelta el 19 de diciembre de 2021.

### Ministra de Estado

#### 2022

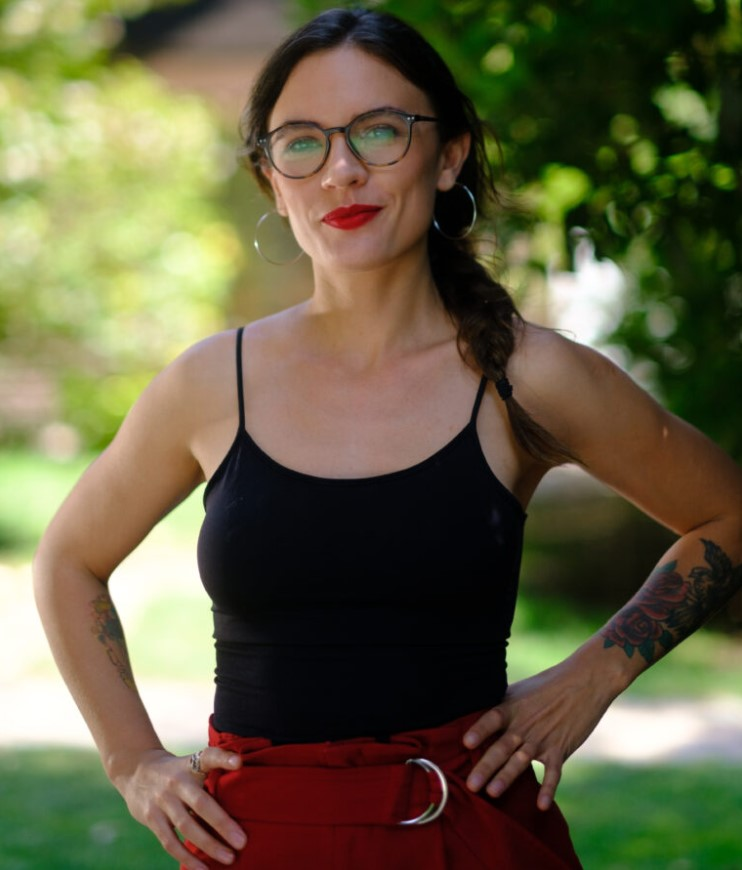
Vallejo como ministra Secretaria General de Gobierno, 2022.

El 21 de enero de 2022, fue anunciada como ministra Secretaria General de Gobierno de su país por el entonces presidente electo Gabriel Boric, cargo que asumió a partir del 11 de marzo de 2022 con el inicio formal de la administración, siendo la primera militante del Partido Comunista en la titularidad del Ministerio en la historia.
Durante 2022, uno de los desafíos principales que enfrentó en su rol de vocera fue en septiembre la comunicación del proceso constituyente en la antesala del Plebiscito de Salida de la Convención Constitucional. En esa etapa, Vallejo lideró la vocería del Gobierno del presidente Boric, buscando clarificar la posición del Gobierno respecto a la deliberación constitucional y, a la vez, enfatizando la necesidad de una amplia participación ciudadana. Paralelamente, ejerció un papel relevante al difundir diversas iniciativas impulsadas por la administración Boric en materia social, entre ellas el Plan de Recuperación Inclusiva “Chile Apoya”, los proyectos de reforma previsional y la propuesta de reforma tributaria.

#### 2023

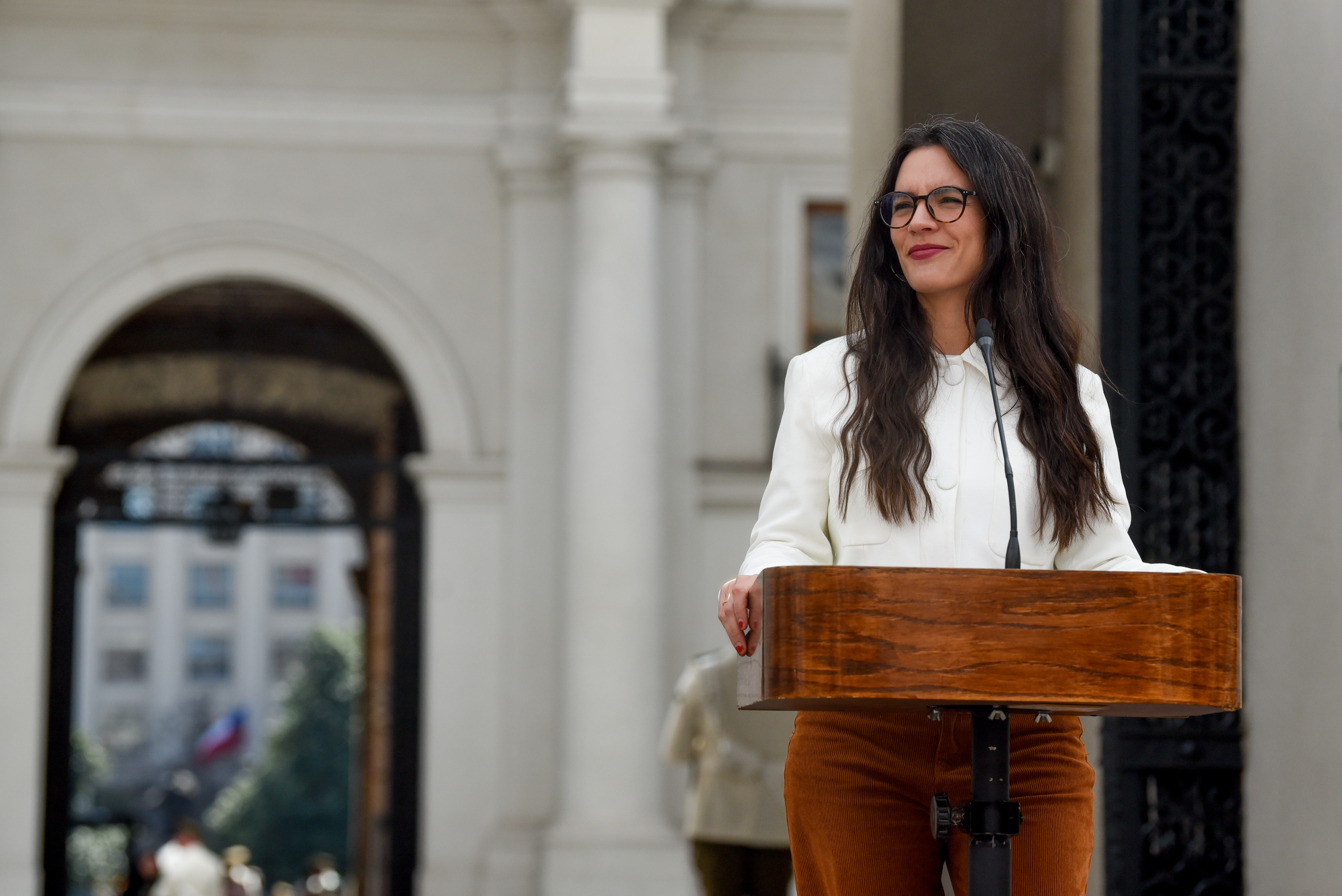
Vocería de la Ministra Camila Vallejo (septiembre de 2023).

Sobre el Consejo Constitucional, la ministra Camila Vallejo aseguró en mayo de 2023 que el gobierno de Chile no modificaría su rumbo “sea cual sean los resultados de la elección”, reafirmando así la hoja de ruta establecida por el Ejecutivo. En ese mismo mes la ministra pidió “un mínimo de rigurosidad” en el contexto de la acusación constitucional contra el entonces ministro de Educación, Marco Antonio Ávila, subrayando la importancia de presentar argumentos bien fundamentados.
En cuanto a seguridad pública, en abril aseguró que “Chile todavía está en condiciones de poder frenar la ola de violencia” y defendió la línea gubernamental al respecto, abriendo el debate sobre las políticas de seguridad pública, en particular seguridad fronteriza, aumento en la inversión para reforzar y modernizar a las policías nacionales.
En junio de 2023, figuras públicas señalaron que Vallejo podría ser una candidata presidencial en 2025. En los posteriores mese ella señaló que no tiene intenciones de ser candidata.

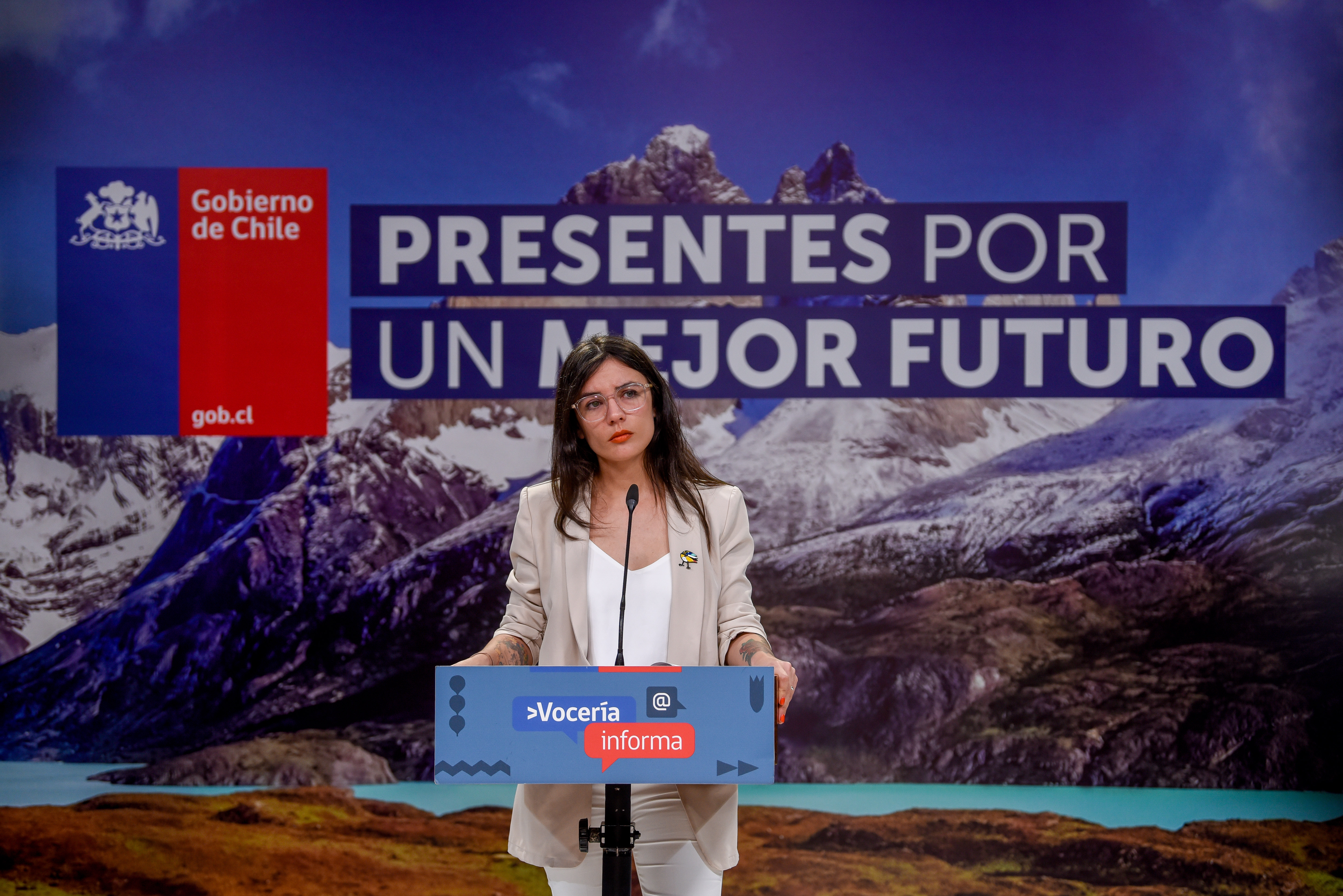
Vocería de la Ministra Camila Vallejo en el espacio «Vocería Informa» (novimembre de 2023).

Durante julio la ministra Camila Vallejo habló sobre la controversia en torno al entonces ministro Jackson, señalando que para ciertos sectores políticos el problema radicaba en su identificación con la agenda de cambios y su cercanía con la opción Apruebo. La vocera enfatizó que las críticas hacia Jackson pasaban más allá de lo técnico, y que reflejaban discrepancias políticas e ideológicas con las reformas que impulsaba el gobierno. Con la renuncia de Jackson en agosto, medios de comunicación trataton este hito como un golpe significativo a la imagen de renovación y unidad que representaban las figuras emblemáticas del movimiento estudiantil de 2011, dejando a Boric y Vallejo como los principales bastiones de esa generación dentro del Ejecutivo.
Luego de una gira internacional del gabinete presidencial en octubre de 2023 por varios países asiáticos, la ministra señaló que en Chile «se plantea que el comunismo trae pobreza y no hay nada más alejado de eso que el proceso que lidera el PC chino», evidenciando una reflexión sobre los modelos internacionales que inspiran algunas posturas políticas dentro del país. En noviembre, y frente a las críticas de algunos sectores del Socialismo Democrático sobre la necesidad de mayor presencia de sus representantes en el gobierno, la ministra defendió su rol, afirmando que se ha mantenido activa y cumpliendo con sus funciones de vocera y coordinadora.
En diciembre, y tras una propuesta de la directora del Instituto Nacional de Derechos Humanos (INDH), la ministra dejó abierta la posibilidad de dialogar con la Coordinadora Arauco Malleco (CAM), aunque recalcó que “no puede haber pistola sobre la mesa”, remarcando el rechazo a la violencia en cualquier negociación.

#### 2024

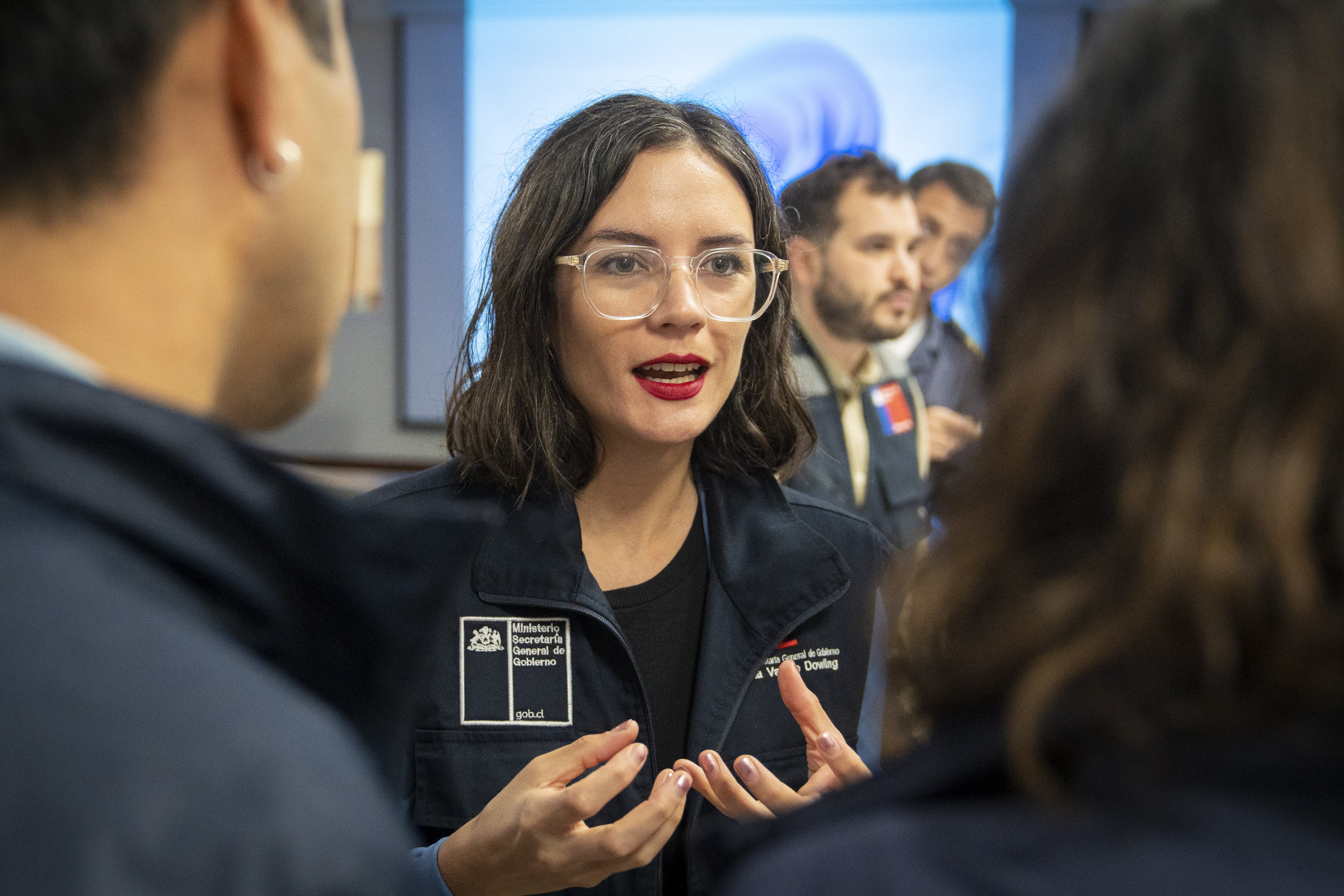
Ministra Vallejo en el COGRID Nacional (febrero de 2024).

En marzo de 2024, y luego del segundo aniversario del Gobierno, la ministra Vallejo afirmó que «siempre es más fácil criticar desde la vereda del frente que generar consensos», reconociendo que la administración ha debido sortear tensiones internas y externas para impulsar su agenda reformista. En abril expresó en una entrevista que «siempre hemos tenido grupos empresariales, a ciertos sectores, que ponen por delante el pesimismo antes que la evidencia y la colaboración para seguir avanzando"», reafirmando la postura del Ejecutivo de avanzar en reformas con una visión de justicia y equidad.
Durante una entrevista en mayo, la secretaria de Estado se refirió a la crisis de seguridad, admitiendo que se trataba de un tema prioritario y que las políticas en esa materia deben ser abordadas con seriedad y amplitud de miras.
Respondiendo a los dichos de la aquella entonces alcaldesa de Providencia, Evelyn Matthei, que señaló «muchas veces hay una relación peligrosa entre gente de extrema izquierda que lo que tratan de hacer es justamente debilitar a las instituciones», en junio la ministra aseveró que «cuando los debates carecen de evidencia, se entra en la especulación», en referencia a los cuestionamientos que la edil habría formulado respecto a la gestión gubernamental.
En agosto la ministra señaló públicamente sus molestias con las empresas Enel y Huachipato, sosteniendo que “algunas empresas han dejado mucho que desear” en cuanto a su responsabilidad social y medioambiental.
El 7 de septiembre de 2024, la vocera defendió la reactivación de proyectos sobre el Crédito con Aval del Estado (CAE) y eutanasia, indicando que «Nuestra agenda en el Parlamento es muy sólida, pero estamos reforzando estos temas porque el Presidente se comprometió, tiene una convicción, y vamos a cumplir con ese compromiso». La autoridad resaltó que ambas iniciativas forman parte de la hoja de ruta anunciada por el presidente Gabriel Boric. En este mismo mes dictó una charla en la Universidad de Santiago (Usach) sobre los peligros de la desinformación. Durante su exposición, enfatizó la importancia de educar a la ciudadanía para que evalúe críticamente la información que recibe y, de este modo, evitar la proliferación de noticias falsas.

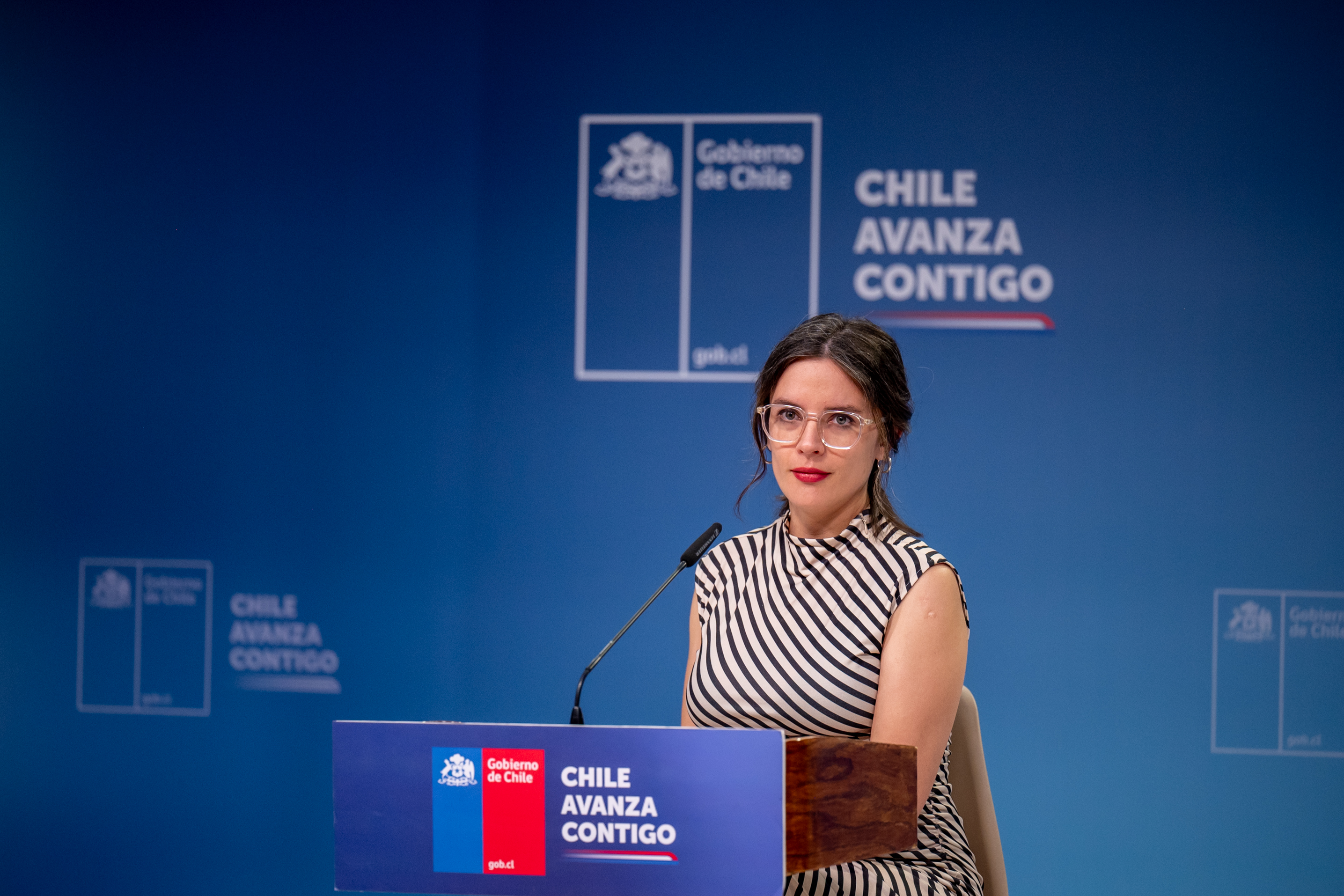
Vocería de la Ministra Camila Vallejo (noviembre de 2024).

En noviembre la titular de la Segegob sostuvo en una entrevista que «responder a la demanda de salida de un ministro u otro no ha impedido el obstruccionismo de algunos sectores del Parlamento», apuntando a las dificultades que enfrenta el Ejecutivo en la tramitación de sus reformas.
Luego de que en noviembre se presentara una denuncia en contra del presidente Boric por difusión de registros de imágenes privadas y acoso sexual, que habrían tomado lugar entre 2013 y 2014, y por otra parte también se hiciera público el caso Monsalve, la ministra sostuvo en diciembre un punto de prensa en el cual tuvo que conciliar las distintas sensibilidades de la coalición de gobierno y, al mismo tiempo, gestionar las demandas de la oposición. La ministra calificó como “una denuncia sin pies ni cabeza” la acción presentada contra el presidente Boric, insistiendo en que se trataba de una estrategia política carente de fundamentos jurídicos, y que proviene de un caso de hostigamiento en contra del presidente Boric.

### Embarazo y prenatal
En agosto de 2024 la ministra anunció que se encontraba embarazada nuevamente, señalando que habían sido “tres meses intensos” y que esperaba compatibilizar este proceso con sus labores gubernamentales.  En septiembre se reveló que será un niño.
El lunes 30 de diciembre de 2024 dejaría su puesto tomando el periodo prenatal correspondiente a la legislación chilena, y su cargo como vocera será asumido por la ministra de Ciencia, Tecnología, Conocimiento e Innovación Aisén Etcheverry. Se proyecta que retornaría a su cargo en julio de 2025.

## Reconocimientos
Debido a su participación en las movilizaciones estudiantiles del año 2011, le fueron concedidos los siguientes premios:
- Person of the year («Persona del año») por el periódico The Guardian, Reino Unido, 2011.[31]
- «Líder Estudiantil Mundial en la Defensa de los Derechos Humanos 2011» por Amnistía Internacional, Noruega, marzo de 2012.[79]
- Premio de Derechos Humanos Letelier-Moffitt por el Institute for Policy Studies, Estados Unidos, octubre de 2012 (a nombre de la Confederación de Estudiantes de Chile (Confech).[80]
- Miembro honorífico por la Universidad Nacional de La Plata, Argentina, junio de 2013.[81]
- Elegida dentro de las 10 personas del año por la agencia Agence France-Presse (AFP), diciembre de 2013.[82]

En diciembre de 2018, figuró entre las 20 primeras posiciones de jóvenes líderes internacionales en materia política que fue elaborado por el centro de estudios británico Apolitical.
En noviembre de 2022, fue reconocida entre las «100 Mujeres Líderes» del país, premio entregado por la organización “Mujeres Empresarias” y el diario “El Mercurio” que busca visibilizar el trabajo de las mujeres en distintas áreas, como economía, educación y servicio público.
Además, la revista Forbes la destacó, en su edición 2022, en la lista de 30 mujeres poderosas a nivel nacional.

## Obra escrita
- Vallejo, Camila. Podemos cambiar el mundo. 2012.[84] ISBN 9781921700477.

## En la cultura popular
En agosto de 2013, la banda de punk político con sede en Omaha Desaparecidos, lanzó la canción «Te amo Camilla Vallejo» en homenaje a su papel en el movimiento estudiantil de 2011. La pista se lanzó más tarde en el LP de la banda Payola, en 2015.

## Historial electoral

### Elecciones parlamentarias de 2013
- Elecciones parlamentarias de 2013, candidata a diputada por el distrito 26 (La Florida) [86]

### Elecciones parlamentarias de 2017
- Elecciones parlamentarias de 2017, candidata a diputada por el distrito 12 (La Florida, La Pintana, Pirque, Puente Alto y San José de Maipo):[87]